# Adolfo González Posada
Adolfo González-Posada y Biesca (18. september 1860 i Oviedo – 10. juli 1944 i Madrid) var en spansk jurist, sociolog, oversætter og forfatter.